# NGC 828
NGC 828 je galaksija u zviježđu Andromeda.

## Vanjske poveznice
- SEDS: NGC 828